# Trường Luật Đại học California tại San Francisco
Trường Luật Đại học California tại San Francisco (tiếng Anh: University of California College of the Law, San Francisco) là một trường luật công lập tại San Francisco, tiểu bang California, Hoa Kỳ. Mặc dù được liên kết với Viện Đại học California, Hastings không chịu sự điều hành trực tiếp từ Ban Giám hiệu của Viện Đại học California.
Trường được thành lập vào năm 1878 với tên Trường Luật Hastings thuộc Viện Đại học California bởi Serranus Clinton Hastings, Chánh án đầu tiên của tiểu bang California. Đây là trường luật đầu tiên của hệ thống Viện Đại học California và là một trong những trường luật đầu tiên được thành lập ở miền Tây Hoa Kỳ. Hastings cũng là trường luật lâu đời nhất tại California.

## Kết quả việc làm và xếp hạng

### Việc làm sau khi tốt nghiệp
Theo số liệu chính thức năm 2018 của UC Hastings, trong sáu tháng sau khi tốt nghiệp thì có khoảng 64,3% sinh viên niên khóa 2018 tìm được việc làm toàn thời gian và dài hạn trong các công ty có yêu cầu bằng JD. Vào năm 2019, khoảng 20,6% sinh viên của trường bị thất nghiệp, đang theo học thêm bằng cấp hoặc làm các công việc không chuyên nghiệp, ngắn hạn hoặc bán thời gian trong chín tháng sau khi tốt nghiệp.

### Xếp hạng
US News & World Report xếp UC Hastings hạng thứ 59 trong số các trường tại Hoa Kỳ và là trường luật đa dạng nhất trong số năm trường luật trong hệ thống UC. UC Hastings cũng có số lượng sinh viên và tỷ lệ sinh viên trên giảng viên lớn nhất trong số các trường luật của hệ thống UC. Trường được đánh giá với số điểm "B +" trong bảng xếp hạng các trường luật vì cộng đống vào năm 2011 bởi Tạp chí The National Jurist.